# Freaks and Geeks
Freaks and Geeks è una serie televisiva statunitense creata da Paul Feig e prodotta da Judd Apatow.

## Trama
La serie, ambientata all'inizio degli anni ottanta, è incentrata sui fratelli Weir, Lindsay (Linda Cardellini) e Sam (John Francis Daley). Entrambi frequentano la McKinley High School, dove, durante l'anno scolastico 1980-1981, si intersecano le loro vicende con quelle dei loro amici, divisi tra freak e geek.
Oltre alla famiglia Weir, diversi personaggi ricorrono negli episodi della serie. Particolarmente presente è Millie Kentner (Sarah Hagan), l'amica d'infanzia di Lindsay; è molto religiosa e spaventata dal cambiamento nella personalità di Lindsay, che durante il terzo anno cambia amici e comincia a frequentare i freak.

## Programmazione
Dopo la trasmissione dei primi 13 episodi la NBC ha sospeso la serie per poi cancellarla per il basso indice d'ascolto. Molti fan hanno fatto pressione per vedere gli ultimi episodi già girati, per cui nel luglio del 2000 vennero trasmessi tre di questi episodi, mentre gli ultimi due sono stati messi in onda nell'ottobre di quell'anno dal canale via cavo Fox Family Channel. La serie è poi stata pubblicata integralmente in DVD.
In Italia la serie è rimasta inedita per sedici anni ma nell'aprile 2016 è stata pubblicata in versione originale sottotitolata sia su Prime Video che su Netflix, con versioni rimasterizzate in 16:9. Di recente i diritti della serie per la distribuzione internazionale appartengono alla Paramount Global sotto il nome Paramount Global Content Distribution.

## Cast e personaggi

### Famiglia Weir
- Linda Cardellini - Lindsay Weir
- John Francis Daley - Sam Weir
- Joe Flaherty - Harold Weir (padre)
- Becky Ann Baker - Jean Weir (madre)

### Geek (amici di Sam)
- Sam Levine - Neal Schweiber
- Martin Starr - Bill Haverchuck
- Jerry Messing - Gordon Crisp

### Freak (amici di Lindsay)
- James Franco - Daniel Desario
- Busy Philipps - Kim Kelly
- Jason Segel - Nick Andopolis
- Seth Rogen - Ken Miller

### Insegnanti
- Dave "Gruber" Allen - Mr. Rosso
- Steve Bannos - Mr. Kowchevski
- Thomas F. Wilson - Coach Fredricks
- Trace Beaulieu -Mr. Lacovars
- Steve Higgins - Mr. Fleck
- Leslie Mann - Ms. Foote

## Episodi
| Stagione       | Episodi | Prima TV USA | Pubblicazione Italia |
| -------------- | ------- | ------------ | -------------------- |
| Prima stagione | 18      | 1999-2000    | 2016                 |

## Curiosità
- Nella serie sono apparsi anche gli attori Lizzy Caplan, Jason Schwartzman, Ben Foster, Shia LaBeouf, Ben Stiller, Rashida Jones, David Krumholtz, Kayla Ewell, e Samaire Armstrong.